# Mokasyn błotny
Mokasyn błotny (Agkistrodon piscivorus) – gatunek jadowitego węża z podrodziny grzechotnikowatych (Crotalinae) w obrębie rodziny żmijowatych (Viperidae).
Systematyka:
Dawniej wyróżniano trzy podgatunki Agkistrodon piscivorus:
- Agkistrodon piscivorus conanti Gloyd, 1969
- Agkistrodon piscivorus leucostoma (Troost, 1836)
- Agkistrodon piscivorus piscivorus (Lacépède, 1789)

W 2015 roku Burbrink i Guiher na podstawie badań genetycznych zsynonimizowali podgatunki leucostoma i piscivorus w jeden gatunek (Agkistrodon piscivorus) oraz podnieśli takson conanti do rangi odrębnego gatunku (Agkistrodon conanti). Tym samym Agkistrodon piscivorus jest obecnie uznawany za gatunek monotypowy.
Wygląd:
Mokasyn błotny jest dużym wężem, osiągającym 160 cm. Grzbiet w kolorze czarnym lub ciemnobrązowym, bez deseniu. Nie posiada grzechotki.
Biotop:
Wąż ten nie oddala się od wody. Można go spotkać nad brzegami rzek, strumieni i jezior. Najchętniej zasiedla bagna i moczary. Lubi czatować na zdobycz, zwisając z gałęzi tuż nad lustrem wody.
Odżywianie:
Podstawą jego pokarmu są ryby. Poluje też na inne wodne zwierzęta na lądzie, czasami na małe ssaki i ptaki. Zjada także padlinę. Oczyszcza rewir łowiecki z martwych ryb.
Rozród:
Mokasyny błotne są jajożyworodne. Samica rodzi 5–15 młodych, które mają długość 15 do 30 cm. Samice mogą rozmnażać się partenogenetycznie; występuje u nich partenogeneza fakultatywna.
Występowanie:
Centralne, południowe i południowo-wschodnie obszary USA (bez Florydy, gdzie występuje Agkistrodon conanti).
Uwagi:
Jad jest silnie toksyczny. Węże te są bardzo agresywne. Efektem ukąszenia są rozległe zmiany martwicowe tkanek, co często powoduje konieczność amputacji.